# 龙港区
龙港区是辽宁省葫芦岛市下辖的一个市辖区。區政府駐玉皇街道錦葫路76號。

## 行政区划
龙港区下辖8个街道办事处、1个乡：
葫芦岛街道、马仗房街道、龙湾街道、滨海街道、双龙街道、玉皇街道、连湾街道、北港街道、双树乡、葫芦岛经济开发区和葫芦岛市专利技术园区。

## 人口
根據第七次人口普查數據，截至2020年11月1日零時，龍港區常住人口為294250人。

## 友好城市
- 中国云南省澜沧拉祜族自治县[4]